# Czuwajka Dolnośląska
Czuwajka Dolnośląska – pismo o tematyce harcerskiej wydawane od stycznia 1947 roku w wyniku połączenia harcerskich gazet: "Czuwajka Wałbrzyska" i "Pod Lilii Znakiem", wydawanych w Wałbrzychu. Obejmująca swym zasięgiem Dolny Śląsk.
W skład redakcji weszli: Leszek Juniszewski (red. naczelny), Ewa Głodowska (zastępca), Mira Baczyńska i Mieczysław Pawlusiński (redaktorzy techniczni).
Siedziba "Czuwajki" znajdowała się przy ul. Psie Pole 36.
Na łamach Czuwajki zamieszczone były opisy przeżyć harcerskich, artykuły z technik harcerskich, wiersze i nowelki pisane przez dolnośląskich harcerzy. Czuwajka stała się łącznikiem pomiędzy funkcjonującymi na Dolnym Śląsku drużynami.
Do najbardziej twórczych autorów należeli ukrywający się pod pseudonimami Krytyk, Stary Włóczęga, Dyktator, Jedna Harcerka, Żuraw, Kuba, Pelagia Plotkarska, Hipopotam, Stary Niedźwiedź, Ponury Wilki i Rekin.
24 marca 1947 roku rozkazem komendanta Chorągwi Dolnośląskiej zakazano wydawania pisma, a przyczyną tej decyzji było wydrukowanie przez redakcję krytycznych uwag w stosunku do władz harcerskich na Dolnym Śląsku.